# Percnia submissa
Percnia submissa är en fjärilsart som beskrevs av W. Warren 1893. Percnia submissa ingår i släktet Percnia och familjen mätare. Inga underarter finns listade i Catalogue of Life.